# Jenny Van Maerlandt
Jenny van Maerlandt, pseudoniem van Jenneke Boxman (Delft, 21 augustus 1912 - Amsterdam, 23 april 1972) was een Nederlands actrice.
Jenneke Boxman was de moeder van Clous van Mechelen.

## Filmografie
- Rechter Thomas (1953)
- Ciske de Rat (1955)
- Lady en de Vagebond (1955), Nederlandse nasynchronisatie
- Doornroosje (1959), Nederlandse nasynchronisatie
- Dagboek van Anne Frank (1962)